# Sophienfelde
Sophienfelde ist ein Wohnplatz der Gemeinde Rehfelde im Landkreis Märkisch-Oderland im Land Brandenburg.

## Geografische Lage
Der Wohnplatz liegt rund drei Kilometer südwestlich von Werder, einem Ortsteil von Rehfelde. Nördlich, östlich und südlich erstreckt sich das Rote Luch, der höchstgelegene Teil der eiszeitlichen Buckower Rinne. Die westlich liegenden Flächen werden vorzugsweise landwirtschaftlich genutzt und steigen nach Südwesten zum rund 70 Meter hohen Fuchsberg an.

## Geschichte
Sophienfelde erschien erstmals im Jahr 1865 in den Akten. Es handelte sich um ein Ackergehöft, das vom Bauerngutsbesitzer Leetz aus Werder errichtet worden war. Dort lebten im Jahr 1925 insgesamt zehn Personen, die im 20. Jahrhundert eine Ziegelei betrieben. Sophienfelde wurde 1932 ein Wohnplatz von Werder und war dorthin zu jeder Zeit eingekircht.
Nach dem Ende des Zweiten Weltkrieges wurde der Gutsbesitzer enteignet und die Flächen kamen im Zuge der Bodenreform an Umsiedler, das VEG Sophienfelde gründeten.